# 月光院
月光院（1685年—1752年10月25日），側室名喜世（お喜世の方），本名勝田輝子。德川幕府第六代將軍德川家宣的側室，七代將軍德川家繼的生母。父親是原加賀藩士，淺草唯念寺的住持勝田玄哲（異說為町中的醫師勝田壽迪），母親是和田治左衛門的女兒。

## 生涯

### 櫻田御所時代
於喜世先後出仕於京極氏、戶澤氏。後來被四代將軍德川家綱的乳母矢島局的養子矢島治太夫收養成為養女。寶永元年（1704年）時，出仕在德川綱豐（後來的家宣）的櫻田御殿。
不久，於喜世開始受到綱豐的寵愛。之後過沒多久，五代將軍德川綱吉在沒有子嗣的情形下，收綱豐為養嗣子，而綱豐也改名為家宣。家宣的居處也由自己的御所遷到江戶城的西之丸，同時，家宣的正室近衛熙子和側室於喜世等人也一起進入西之丸。

### 大奧時代
寶永6年（1709年），德川綱吉去世，家宣成為六代將軍。同年7月，於喜世生下一名男嬰，取名為鍋松，而這個孩子即是日後是的家繼。在大奧的時候，於喜世也被稱為「左京局」。在這個時候，家宣和另一名側室於須免之方之間有大五郎這個孩子，且大五郎的年紀大鍋松一歲。而大五郎與鍋松也同時成為第七代將軍繼承人候選者。不過，於喜世一直很想讓自己唯一的兒子鍋松繼承將軍，因此她和家宣的心腹間部詮房都極力奉勸家宣選定鍋松為繼承人。因此於喜世和於須免兩人便互相爭鬥。
寶永7年（1710年），大五郎以三歲的年齡突然去世，而家宣此時的男嗣就只剩下鍋松一人。而許多人也就傳論著這是於喜世的計謀。雖然隔年於須免又生下一子虎吉，但在同年虎吉又立即夭折。正德2年（1712年）10月，家宣去世，享年五十一歲。於喜世出家後法號「月光院」。正德3年（1713年），家繼在江戶城內進行將軍宣下的儀式。月光院被賜予從三位。
據說家繼曾經看過月光院和側用人間部詮房密會，而這也在大奧中傳了開來。也說人說，詮房其實才是真正的將軍，因為在當時詮房握有幕府的實權。而也有人說月光院和間部詮房，在櫻田御殿時代開始就已經有很深的關係。月光院和詮房的之間的傳聞也使得大奧的風紀逐漸混亂。正德4年（1714年），被譽為是月光院左右手的，大奧御年寄繪島和歌舞伎役者生島新五郎陷入熱戀，即是大奧中有名的繪島生島事件。這個事件過後也讓月光院的勢力變的鬆散。

### 吉宗時代
享保元年（1716年），家繼因為小感冒而去世，享年僅七歲。而月光院等人依照家宣的遺言，從御三家之中選出賢能的人繼任將軍。被選上的人即是紀伊德川家的德川吉宗，後來吉宗也順利的成為第八代將軍。
吉宗在延享2年（1745年）時決定引退，由於吉宗的長子家重的資質、能力都比吉宗次子田安宗武來的差，因此月光院在當時推舉宗武繼承為第九代將軍。
寶曆元年（1751年），吉宗去世，享年六十八歲。翌年的寶曆2年（1752年），六十八歲的月光院逝世。
月光院一生經歷了綱吉、家宣、家繼、吉宗和家重，共五位將軍。她的和歌也十分出色，著有歌集「車玉石集」。
法名：月光院理譽清玉智天大禪定尼。

## 登場作品
小說
- 元祿歲時記（講談社、杉本苑子（日语：杉本苑子）著）
- 花鳥（廣濟堂（日语：廣済堂）、藤原緋沙子（日语：藤原緋沙子）著）
- 第四十八位忠臣（毎日新聞社、諸田玲子（日语：諸田玲子）著）

影視劇
- 元祿忠臣藏（日语：元禄忠臣蔵#映画「元禄忠臣蔵_前編・後編」）（1941年、松竹、演：山路文子（日语：山路ふみ子））
- 繪島生島（日语：絵島生島#映画）（1955年、松竹、演：高峰三枝子）
- 大奧秘物語（日语：大奥(秘)物語）（1967年、東映、演：藤純子）
- 德川女人繪卷（日语：徳川おんな絵巻 (テレビドラマ)）（1970年、KTV、演：毛利菊枝）
- 大奧戀物語（1971年、CX、演：富士真奈美（日语：冨士眞奈美））
- 繪島生島（日语：絵島生島#テレビドラマ）（1971年、TX、演：小畠絹子）
- 暴坊將軍（1978年、ANB、演：阿井美千子）
- 德川的女人們（日语：徳川の女たち#第二部「悲恋　お袖吉宗」）（1980年、CX、演：西尾美榮子）
- 大奧（1983年、KTV、演：江波杏子）
- 德川風雲錄 御三家的野望（日语：徳川風雲録 御三家の野望）（1986年、TX、演：萩尾綠（日语：萩尾みどり））
- 暴坊將軍（1983年、ANB、演：池波志乃）
- 大忠臣藏（日语：大忠臣蔵 (1989年のテレビドラマ)）（1989年、TX、演：立花理佐）
- 八代將軍吉宗（1995年、NHK大河劇、演：名取裕子）
- 炎之奉行 大岡越前守（日语：炎の奉行 大岡越前守）（1997年、TX、演：齋藤繪里（日语：斉藤絵里））
- 大奧（2006年、東映、ANB、演：井川遙）
- 大岡越前（日语：大岡越前_(テレビドラマ)#ナショナル劇場50周年記念特別企画スペシャル）（2006年、TBS、演：伊藤榮子）
- 忠臣藏：瑤泉院的陰謀（日语：忠臣蔵 瑤泉院の陰謀）（2007年、TX、演：吹石一惠）
- 德川風雲錄：八代將軍吉宗（日语：徳川風雲録 八代将軍吉宗）（2008年、TX、演：櫻井幸子（日语：桜井幸子））
- 忠臣藏之戀（日语：四十八人目の忠臣#テレビドラマ）（2016年、NHK、演：武井咲）
- 大奥 最終章（日语：大奥 (フジテレビの時代劇)#2019年版『大奥 最終章』）（2019年、CX、演：小池榮子）

歌舞伎
- 元祿忠臣藏第五篇「御濱御殿綱豐卿」（日语：元禄忠臣蔵）（真山青果作）